# Д’Андреа, Вирджилия
Вирджилия Д’Андреа (итал. Virgilia D'Andrea, 11 февраля 1888, Сульмона, Абруцци — 11 мая 1933 или 5 мая 1933, Нью-Йорк, Нью-Йорк) — итальянская поэтесса-анархистка и политический деятель. Известная защитница свободной любви и известная антифашистка, наиболее известна как автор Tormento (Мучения), сборника стихов, впервые опубликованного в 1922 году.

## Биография

### Ранние годы
Вирджилия Д’Андреа родилась 11 февраля 1888 года в городке Сульмона, расположенном в регионе Абруцци в Италии. Её семья умерла, когда Вирджилия была маленькой девочкой; таким образом, с шести лет она была зачислена в католическую школу-интернат. Д’Андреа останется в католической школе-интернате до тех пор, пока не закончит учёбу и не станет учительницей.
В ходе своего образования Д’Андреа прочитала сотни книг, развивая склонность к поэзии и усваивая радикальную анархистскую политику во время своего самостоятельного интеллектуального путешествия. Она вступила в Социалистическую партию Италии, чтобы использовать это как средство продвижения своих политических убеждений. В 1917 году она через Марио Троцци познакомилась с ведущим журналистом-анархистом Армандо Борги на собрании радикального профсоюза, который тот возглавлял. Д’Андреа и Борги стали компаньонами и любовниками, и эти отношения пренебрегали моральными настроениями того времени. Хотя Д’Андреа являлась сторонником свободной любви, считается, что на протяжении всей своей жизни она поддерживала моногамную приверженность Борги.
Д’Андреа была политизирована кровопролитием Первой мировой войны, и она оставила преподавание, чтобы присоединиться к движению против участия Италии в войне. К 1917 году государственные органы политической безопасности возбудили дело против Д’Андреа, которую они считали эффективным и опасным радикальным антивоенным агитатором. После вступления Италии в войну и Д’Андреа, и Борги были подвергнуты домашнему аресту и заключены под стражу на время войны.

### Литературное творчество
В 1922 году она опубликовала свою первую книгу стихов Tormento (Мучение), произведение с предисловием ведущего итальянского анархиста Эррико Малатеста. Tormento представлял собой сборник из 19 стихотворений, написанных в рифму, многие из которых впервые были напечатаны на страницах официального органа Социалистической партии Avanti! (Вперёд!). Тематически её материал отразил напряжённость социального протеста, преобладавшего в Италии после войны, и выразил гнев и тревогу автора в связи с политическими поражениями, нанесёнными итальянскому рабочему движению того периода. Книга была хорошо принята, всего было продано 8000 экземпляров.
Подъём фашизма в Италии вынудил Д’Андреа эмигрировать в 1923 году. В течение следующих шести лет Д’Андреа жила в нескольких резиденциях в Германии, Нидерландах и Франции. В 1925 году, живя в Париже, Д’Андреа опубликовала вторую книгу — сборник прозы под названием L’Ora di Marmaldo (Время Мармальдо).

### Эмиграция в Америку
Д’Андреа эмигрировала в Соединённые Штаты Америки осенью 1928 года, поселившись в городе Бруклин, штат Нью-Йорк.
В 1929 году второе издание «Торменто» вышло в Италии, правительство которой к тому времени жёстко контролировалось фашистским лидером Бенито Муссолини. Это второе издание было немедленно конфисковано властями, которые обвинили его в том, что его слова «возбуждают дух» и вызывают восстание.
Ссылаясь на её откровенную защиту доктрины свободной любви, итальянские власти обвинили Д’Андреа в «предосудительном моральном поведении» и заявили, что она склонна к насилию, а её стихи «тщательно составлены, чтобы подстрекать к нарушению закона, разжигать классовую ненависть и очернять армию».

### Смерть и память
Д’Андреа умерла от рака груди в Нью-Йорке 12 мая 1933 года в возрасте 45 лет. Сборник сочинений, включающий стихи, прозу и автобиографические воспоминания, Torce nella Notte (Факелы в ночи) был опубликован в Нью-Йорке вскоре после смерти Д’Андреа.

## Труды
- Tormento. 1922. Second edition: Paris: La Fraternelle, 1929.
- L'Ora di Marmaldo. Brooklyn: Libreria editrice Lavoratori Industriali del Mondo, 1925.
- Torce nella Notte. New York: n.p., 1933.